# Article 68-3 de la Constitution de la Cinquième République française
Article 68-2 Article 69

## Texte
L'article 68-3 de la Constitution de la Cinquième République française, faisant partie du Titre X sur la responsabilité pénale du gouvernement, fut institué par la loi constitutionnelle n°95-880 du 4 août 1995. Son texte indique : 
« Les dispositions du présent titre sont applicables aux faits commis avant son entrée en vigueur. »
— Article 68-3 de la Constitution du 4 octobre 1958
Il permet ainsi la rétroactivité pénale pour les membres du gouvernement. Ce principe figurait à l'origine dans l'article 93, qui fut supprimé en 1995 par la loi constitutionnelle n°95-880 du 4 août 1995, abrogeant les articles de la Constitution traitant de la transition législative ou de la Communauté. La rétroactivité n'était pas précisée dans le rapport du comité consultatif pour la révision de la Constitution dit Vedel.